# 불쥐

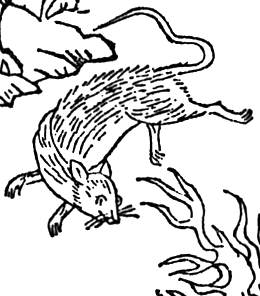

불쥐(火鼠, 화서)는 중국 신화에 나오는 괴물의 일종이다.
중국 대륙 남쪽 끝에 있는 화산의 불길 속에 산다고 하며, 일설에는 곤륜에 산다고도 한다. 일본 에도 시대의 백과사전인 《화한삼재도회》에서는 중국의 《본초강목》을 인용해 중국 서역의 화주산(火州山)에 봄여름에는 불타고 가을겨울에는 사라지는 들불이 있는데, 그 불 속에 불쥐가 산다고 쓰여 있다.
체중이 약 250 킬로그램의 큰 쥐로, 명주실보다 가는 털은 길이가 50 센티미터 정도이다.
불 속에서는 몸이 빨갛고 밖에 나오면 하얗게 된다. 불 밖에 나와 있을 때 물을 끼얹으면 죽어버린다고 한다.
불쥐 털로 엮어 만든 섬유가 화완포이다.